# عبد العزيز بن سويلم
عبد العزيز بن سويلم العريني هو عالم دين سني، وإمام وقاضي وفقيه إبّان الدولة السعودية الأولى، ولد في الدرعية في القرن الثاني عشر الهجري ونشأ وترعرع فيها وتلقى تعليمه على الامام محمد بن عبد الوهاب وغيره من مشائخها.
وقد اختلف المؤرخون في تحديد اسم الشخص الذي استقبل الإمام، فبعضهم قال هو «عبد الله بن عبد الرحمن بن سويلم» وبعضهم قال بأنه «محمد بن سويلم» ومنهم من قال بأنه «حمد بن سويلم»، ومنهم من قال بأنه «أحمد بن سويلم» 
وكذلك ذكر بعض المؤرخين بأنه توفي شهر ذو القعدة عام 1244 هـ والصواب أنه توفي قبل 1242 هـ كما تشير إليه إحدى الوثائق المثبتة في معجم اسر بريدة للشيخ محمد العبودي.

## نشأته
ولد في الدرعية في القرن الثاني عشر الهجري ونشأ وترعرع فيها وتلقى تعليمه من مشايخها. وقد ورد ذكره في العديد من كتب تاريخ الدولة السعودية الأولى وسيرة اعلامها خلال القرنين الثاني عشر والثالث عشر فقد تتلمذ على الامام الشيخ المجدد محمد بن عبد الوهاب  وإلى غيره، [ذكره ابن بشر مع من ذكر من تلامذة الشيخ محمد بن عبد الوهاب حيث قال: (ج1 ص192) «واخذ عن الشيخ أيضا العالم عبد العزيز بن سويلم القاضي في ناحية القصيم زمن الامام عبد العزيز بن محمد بن سعود (1179هـ/ 1218هـ) وابنه الامام سعود بن عبد العزيز (1218هـ/1229هـ)، وابنه الامام عبد الله بن سعود (1229هـ/1233هـ)»].

## تراجم مطبوعة
يصنف الشيخ من مشاهير طبقات العلماء الحنابلة المتأخرين وقد وردت له بعض التراجم في بعض كتب السير المطبوعة من بينها:
- كتاب علماء نجد خلال ثمانية قرون تأليف الشيخ عبد الله بن عبد الرحمن بن صالح ال بسام (ج3ص443)
- كتاب روضة الناظرين عن مآثر علماء نجد وحودث السنين تأليف الشيخ محمد بن عثمان بن صالح بن عثمان القاضي (عدد 102 ج1 ص254)
- تراجم لمتأخرى الحنابلة – جمع وتأليف الشيخ سليمان بن عبد الرحمن بن حمدان ص25
- كتاب معجم اسر بريدة تأليف الشيخ محمد بن ناصر العبودي (ج10 ص441)
- كتاب السحب الوابلة على ضرائح الحنابلة للشيخ محمد بن عبد الله بن حميد النجدي الحنبلي

## التقاء محمد بن عبد الوهاب ومحمد بن سعود

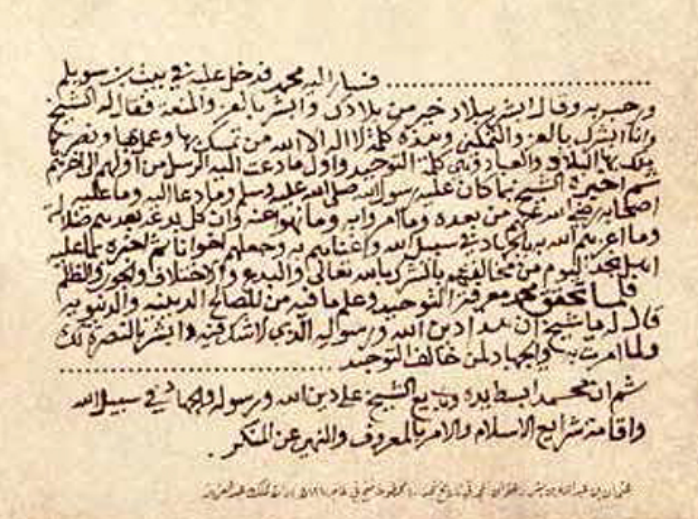
يصف النص هنا اللقاء التاريخي بين أمير الدرعية محمد بن سعود والشيخ امحمد بن عبد الوهاب، عام 1744.

«قال ابن بشر: لما وصل الشيخ الدرعية قادما من العيينة قصد إلى بيت محمد بن سويلم العريني، فعلم به خصائص من أهل الدرعية فزاروه خفية! فقرر لهم التوحيد واستقر في قلوبهم؛ فأرادوا أن يُـخبروا محمد بن سعود، ويشيروا عليه بنصرته؛ فأتوا إلى زوجته (موضي بنت وهطان) وكانت ذات عقل ومعرفة. فأخبروها بمكان الشيخ، وصفة ما يأمر به وينهى عنه؛ فوقر في قلبها معرفة التوحيد وقذف الله في قلبها محبة الشيخ. فلما دخل عليها زوجها محمد أخبرته بمكانه وقالت: إن هذا الرجل أتى إليك وهو غنيمة ساقها الله لك فأكرمه وعظمه واغتنم نصرته، فقبل قولها وألقى الله سبحانه في قلبه للشيخ المحبة. فأراد أن يرسل له فيأتي إليه، فقالت: سر برجلك إلى مكانه، وأظهر تعظيمه والاحتفال به؛ لعل الناس أن يكرموه ويعظموه. فسار إليه محمد، فدخل عليه في بيت ابن سويلم ورحب به وقال: ابشر ببلاد خير من بلادك، وابشر بالعز والمنعة فقال الشيخ: وأنا أبشرك بالعز والتمكين، وهذه كلمة (لا إله إلا الله) من تمسك بها وعمل بها ونصرها ملك بها البلاد والعباد، وهي كلمة التوحيد، وأول ما دعت إليه الرسل من أولهم إلى آخرهم.» 

## توليه القضاء
الشيخ عبد العزيز بن سويلم العريني أحد أشهر تلاميذ الشيخ محمد بن عبد الوهاب تولى القضاء على ناحية القصيم زمن عبد العزيز وابنه سعود وابنه عبد الله، وكان مقره مدينة بريدة وما حولها فاستمر في القضاء مدة طويلة ودرس وأفتى فانتفع بعلمه جماعة منهم الشيخ عبد الله بن صقيه، وبقي بعد خراب الدرعية وهو لايزال القاضي والمدرس في القصيم حتى توفي فتولى القضاء بعده تلميذه عبد الله بن صقيه.
وغير هؤلاء من القضاة عدد كبير. وكان القضاة لا يعينون إلا بمشورة من الشيخ محمد لأن منصب القضاء منصب مهم له تأثير كبير، فبالإِضافة إلى القضاء يتولون الإمامة والخطابة والتدريس والفتوى والإِرشاد ويكونون أصحاب الكلمة الفاصلة 
تولى الشيخ عبد العزيز بن سويلم القضاء في القصيم ونواحيها في قول وفي قول آخر في بريدة وقراها للإمة عبد العزيز بن محمد بن سعود الحاكم الثاني في الدولة السعودية الأولى (1218/1179هـ)، ثم لابنه الامام سعود بن عبد العزيز (1218هـ/1229هـ)، ثم لابنه الامام عبد الله بن سعود بن عبد العزيز (1229هـ/1233هـ). وقد كان للشيخ في ذلك التاريخ أهمية في حياة المجتمع لا تقل عن أهمية الأمير، ولم يكن قاضيا فحسب بل كان معلما تعلم على يديه مجموعة مباركة من طلاب العلم ليس من القصيم وحدها بل في عموم نجد ومن بينهم الشيخ قرناس والشيخ ابن صقيه والشيخ ابن مقبل وغيرهم. وظل آل سويلم على العموم موالين ومناصرين لدعوة الشيخ محمد بن عبد الوهاب السلفية وإلى الدولة السعودية في عصورها الثلاثة باعتبارها حاملة مشعل الهداية الدينية المتزنة كما شرعها رب العالمين.

## فتنة قتل علماء الدين والقضاة والشيوخ والوعاظ والمرشدين
ذكر المؤرخون ومنهم الشيخ ابن بشر في كتابه عنوان المجد في تاريخ نجد ج1 ص146 «أهل القصيم ينقضون البيعة» انه في سنة 1196 هـ قتل أهل القصيم علماء الدين والقضاة والشيوخ والوعاظ والمرشدين، وعقدوا المؤتمرات التي اجتمع فيها الأشرار من الآفاق وتشاوروا، فاستقر رأيهم على التخلص من العلماء بالقتل، ولم يرتضوا بالقتل بديلاً، ومضى كل مندوب إلى قومه لينفذوا هذه الخطة، فوقع قتل كثير من العلماء والصالحين، قتلوهم بينما هم يتجهون إلى المساجد للصلاة أو مجالس العلم أو الإصلاح بين الناس ، وقد نجى الله الشيخ ابن سويلم لان أهل بريدة لم يثوروا على مشائخهم كما ثار أهل القصيم ولعل ذلك يرجع إلى أنه لم يتم تعيين الشيخ عبد العزيز بن سويلم الا بعد وقوع هذه الفتنة مباشرة وربما يكون السبب هو تعلق أهل القصيم بالشيخ ابن سويلم وحبهم له إذا كان موجودا في بريدة أثناء وقوع هذه الفتنة.
وقد أشار إلى هذه الحادثة العديد من المؤرخين ومن بينهم المؤرخ إبراهيم بن صالح بن عيسى في كتابه تاريخ بعض الحوادث الواقعة في نجد حيث قال (ص91) «وفي سنة 1196هـ اجمع أهل القصيم على نقض البيعة والحرب سوى أهل بريدة والرس والتنومة، واجمعوا على قتل من كان عندهم من المعلمين وارسلوا إلى سعدون بن غرير ال حميد الخالدي رئيس الحسا والقطيف يستحثونه بالقدوم اليهم، فأقبل اليهم بجنوده، فلما قرب من القصيم قام أهل كل بلد وقتلوا من كان عندهم من العلماء، فقتل أهل الخبرا امامهم منصور أبا الخيل، وثنيان أبا الخيل، وقتل أهل الجناح رجلا عندهم يقال له البكري وعلقوه بعصبة رجله في خشبه، وقتل أهل الشماس رئيسهم علي بن حوشان»